# Kabinett Engell (Mecklenburg)
Das Kabinett Engell bildete vom 1. Januar bis zum 25. Oktober 1934 die Landesregierung von Mecklenburg.
Nach der Vereinigung der Freistaaten Mecklenburg-Schwerin und Mecklenburg-Strelitz zum Land Mecklenburg am 1. Januar 1934 wurde das Staatsministerium neu gebildet. Am 25. Oktober 1934 genehmigte Reichsstatthalter Friedrich Hildebrandt den Rücktritt Engells.
Kabinett Engell – 1. Januar 1934 bis 25. Oktober 1934
| Amt                                                                                     | Name                        | Partei |
| --------------------------------------------------------------------------------------- | --------------------------- | ------ |
| Ministerpräsident Äußeres Landwirtschaft, Domänen und Forsten1                          | Hans Egon Engell            | NSDAP  |
| Inneres Finanzen                                                                        | Dr. Friedrich Scharf        | NSDAP  |
| Justiz (Wahrnehmung der Geschäfte)                                                      | Friedrich Wilhelm Studemund | NSDAP  |
| Unterricht, Kunst, geistliche- und Medizinalangelegenheiten (Wahrnehmung der Geschäfte) | Wilhelm Bergholter          | NSDAP  |

1 Das Landwirtschaftsministerium beinhaltete die Abteilung Siedlungsamt.